# Гришай, Анастасия Павловна
Анастаси́я Ха́ген (Гриша́й) (укр. Анастасія Гришай, бел. Анастасія Грышай; род. 17 октября 1985, Гомель, БССР) — скандально известная украинская порноактриса, прославившаяся под сценическим именем Wiska.
Широкую огласку в СМИ получило уголовное преследование порноактрисы, инициированное депутатом Верховной рады Леонидом Грачом в 2010 году. Было возбуждено уголовное дело по факту распространения порнографии, в котором Гришай фигурировала в качестве свидетельницы.

## Биография
Анастасия родилась 17 октября 1985 года в белорусском городе Гомеле, но почти всю свою сознательную жизнь провела в крымской Феодосии.
После окончания школы Настя поступает в Киевский национальный университет культуры и искусств на специальность режиссёра, но спустя два года бросает учёбу, так как не могла разрываться между семьёй и съёмками.
В модельный бизнес Анастасия попала благодаря мужу, которому нравилось делать снимки молодой жены в стиле «ню», со временем эти кадры попали в руки профессиональных фотографов, которые и увидели в девушке модель. Ещё во время учёбы в институте Анастасия начала сниматься в качестве модели в эротических журналах FHM, Penthouse, XXL и др.
Первым шагом на пути в порнобизнес стало предложение мужа принять участие в gang-bang вечеринке, то есть заняться сексом с несколькими мужчинами одновременно. По словам Насти, острого желания сделать это она не испытывала, но очень хотела сделать любимому человеку приятно, поэтому согласилась. Тем не менее, видимо, такая форма проведения досуга пришлась супругам по душе, и в будущем оргии продолжились. Впрочем, есть мнение, что сексом с другими мужчинами Анастасия занималась не только из любопытства и желания угодить мужу, но и за деньги. Работая под псевдонимом Mila, она была настоящей «звездой досуга». В то время она жила с мужем и ребёнком в Киеве. Сама Настя не отрицает, что спала с мужчинами за деньги, однако теперь, по её словам, она нашла более приятный для себя способ заработать на жизнь. Уже в это время Анастасия сотрудничала с сайтом эротической фотографии MetArt.
В 2004 году Анастасию заметили продюсеры из Санкт-Петербурга и пригласили на съёмки, гонорар начинающей порноактрисы составил 500 $ за неделю съёмок. Воспоминания Анастасии о первой сцене в порно звучат весьма прозаично: «Был секс с одним мальчиком и двумя девочками». С тех пор гонорар порнозвезды вырос почти в 10 раз. Она сотрудничала с крупными зарубежными порностудиями, такими как Anabolic, Evil Angel, New Sensations, Woodman Entertainment, Combat Zone и др.
Несмотря на необычную профессию, по словам Анастасии, у неё счастливая благополучная семья. Со своим будущим мужем Александром Кондратенко (1968) она познакомилась в 2001 году в возрасте 15 лет. Как утверждает пара, познакомились они на улице: Александр, который старше Анастасии на 16,5 лет, подошёл к ней и сделал комплимент. Уже через год они поженились. Ещё в 11 классе школы Анастасия рожает сына Александра Кондратенко (мл.) (2002). Позже у пары родился ещё один сын, Оскар Кондратенко (2008).
Как говорит сама порнозвезда, в их семье нет места ревности, то, что делает Настя на съёмочной площадке, её супругом воспринимается как работа и не более. Тем не менее, порнозвезда признаётся, что у неё были романы с порноактёрами, которые носили непродолжительный характер.
Александр Кондратенко имел фирму по изготовлению и установке бронедверей в Феодосии.
В 2010 году в связи с обращением депутата Леонида Грача правоохранительные органы Украины заподозрили Анастасию и её мужа в распространении порнографии и сексуальных преступлениях против их детей.
В декабре 2012 года Анастасия с семьей перебралась в Чехию и попросила там политическое убежище. Хотя ей отказали она осталась в Чехии и получила там вид на жительство в сентябре 2013 года.